# C9H20N4
化学式C9H20N4（摩尔质量：184.287 g/mol）可以指：
- 胍那佐啶，CAS号：32059-15-7
- 二(3-甲基咪唑啉基)甲烷，CAS号：136638-65-8
- Hemedine，CAS号：7773-67-3

|  | 这个同类索引页列出了具有相同分子式的化学物（即同分異構體）条目。 除非您是有意链接至本页，否则应将相应条目的内部链接指向正确的条目。 |